# Acutogordius obesus
Acutogordius obesus är en djurart som tillhör fylumet tagelmaskar, och som först beskrevs av Lorenzo Camerano 1895. Acutogordius obesus ingår i släktet Acutogordius, och familjen Gordiidae. Inga underarter finns listade i Catalogue of Life.